# Daniela Agopsowicz
Daniela Agopsowicz (z domu Kwiatkowska) (ur. 15 grudnia 1921 w Jeżowie, zm. 4 grudnia 2016 w Rawdon, Quebec, Kanada) – polska i kanadyjska malarka.

## Życiorys
W 1944 została aresztowana i wywieziona na roboty do III Rzeszy, po zakończeniu wojny nie wróciła do Polski, zamieszkała w Wielkiej Brytanii i pracowała dla UNRRA. W 1952 emigrowała do Kanady, gdzie studiowała rysunek i malarstwo w Musee des Beaux-Arts oraz w Sir George William University. W 1958 po raz pierwszy wystawiła swoje prace, które w późniejszych latach uczestniczyły w indywidualnych i zbiorowych wystawach. Od 1959 wspólnie z Aleksandrem Oleśko-Ferwornem organizowała letnie wernisaże malarskie w Rawdon. Podczas EXPO'67 wystawiła na polskim stoisku swoje dwie prace, w 1972 podczas Union National Française w Montrealu Daniela Agopsowicz wystawiła 35 obrazów, a Aleksander Oleśko-Ferworn 59. W 1975 przystąpiła do Groupe de l'Art des 80, w 1978 była jednym z artystów wystawiających prace podczas Kongresu Polonii Amerykańskiej w Montrealu. Ostatnia wystawa indywidualna miała miejsce w 1997 w Joliette. 

## Twórczość
Początkowo posługiwała się techniką olejną, stopniowo przechodząc w akwarele i pastele. Tematem jej prac były kompozycje kwiatowe, martwa natura i pejzaże.  